# 포르피린
포르피린(Porphyrin)은 피롤 구조 4개가 메틴기로 연결된 거대 고리 화합물의 일종이다.

## 같이 보기
- 피롤